# فرانكنشتاين الصغير
فرانكنشتاين الصغير (بالإنجليزية: Young Frankenstein) هو فيلم رعب تم إنتاجه في الولايات المتحدة وصدر في سنة 1974. الفيلم من إخراج ميل بروكس.

## القصة
في إطار كوميدي ساخر، الحفيد الأمريكي للعالم السويسري سيء السمعة فيكتور فرانكشتاين (شخصية روائية)، يكافح لإثبات أن جده لم يكن مجنوناً كما يعتقد الناس، وذلك بعد دعوته إلى ترانسيلفانيا في رومانيا حيث مختبر جده، واكتشافه العملية التي تعيد إحياء جثة ميتة، إلا أن تجربته تأخذ منحنى خطير عندما يقوم بإحياء جثة ضخمة بدماغ مختل.

## الميزانية والإيرادات
بلغت تكلفة إنتاج الفيلم حوالي 2.78 مليون دولار بينما حقق أرباحا تقدر بـ 86,273,333 دولار.

## وصلات خارجية
- فرانكشتاين الصغير على موقع IMDb (الإنجليزية)
- فرانكشتاين الصغير على موقع ميتاكريتيك (الإنجليزية)
- فرانكشتاين الصغير على موقع الموسوعة البريطانية (الإنجليزية)
- فرانكشتاين الصغير على موقع روتن توميتوز (الإنجليزية)
- فرانكشتاين الصغير على موقع نتفليكس (الإنجليزية)
- فرانكشتاين الصغير على موقع ألو سيني (الفرنسية)
- فرانكشتاين الصغير على موقع Turner Classic Movies (الإنجليزية)
- فرانكشتاين الصغير على موقع أول موفي (الإنجليزية)
- فرانكشتاين الصغير على موقع بوكس أوفيس موجو (الإنجليزية)
- فرانكشتاين الصغير على موقع فيلمافينيتي (الإسبانية)